# هایک ویژن
فناوری دیجیتال هایک ویژن هانگژو یا به‌طور ساده هایک ویژن (به انگلیسی: Hikvision) شرکت تولیدکننده و تأمین کننده دولتی چینی تجهیزات نظارت تصویری برای اهداف غیرنظامی و نظامی است که دفتر مرکزی آن در هانگژو، ژجیانگ قرار دارد.

## تاریخچه
این شرکت در سال ۲۰۰۱ در هانگژو چین تأسیس، و به سرعت تبدیل به یکی از پیشتازان صنعت نظارت تصویری جهان گردید. هایک ویژن از سال ۲۰۱۰ در بورس اوراق بهادار شنژن پذیرفته شده است. در اکتبر ۲۰۱۶، این شرکت قراردادی را برای استفاده از فناوری بینایی رایانه‌ای موویدیوس ثبت کرد.
در ماه مه ۲۰۱۷، هایک ویژن شرکت هایک استوریج را تأسیس کرد، یک شرکت تابعه بر تولید دستگاه‌های ذخیره‌سازی متمرکز است. در ژانویه ۲۰۲۱، این شرکت برنده ۳۳ میلیون دلار آمریکا برای پروژه شهر هوشمند با ۱۹۰۰ دوربین در شهرستان شانگه، شاندونگ شد که شامل دوربین‌هایی با فناوری‌های تشخیص چهره و تشخیص پلاک می‌شود.
در سال ۲۰۲۱، بست بای، هوم دیپو و لاوز فروش دوربین‌های برند Hikvision Ezviz را به دلیل نگرانی در مورد همدستی هایک ویژن در نظارت و نقض حقوق بشر در سین کیانگ متوقف کردند.
در سال ۲۰۲۲، هایک ویژن قراردادی با دولت چین برای توسعه نرم‌افزاری برای ردیابی «افراد کلیدی» به منظور جلوگیری از ورود آنها به پکن، ثبت شد. در همان سال، IPVM گزارش داد که هایک ویژن آلارم‌های خاصی در نرم‌افزار خود دارد تا پلیس چین را در مورد مذهب، فالون دافا و فعالیت‌های اعتراضی آگاه کند. در سال ۲۰۲۲، هایک ویژن قرارداد «پردیس هوشمند» را با دولت چین به دست آورد تا به مدیران دانشگاه دربارهٔ دانشجویانی که در ماه رمضان روزه می‌گیرند هشدار دهد.
خدمات وب آمازون خدمات ابری را به هایک ویژن ارائه می‌دهد. در سال ۲۰۲۳، هایک ویژن نرم‌افزاری را منتشر کرد که شامل تشخیص اقلیت‌های قومی بود. در ژانویه ۲۰۲۴، هایک ویژن به پیمان جهانی سازمان ملل متحد پیوست.

## مالکیت

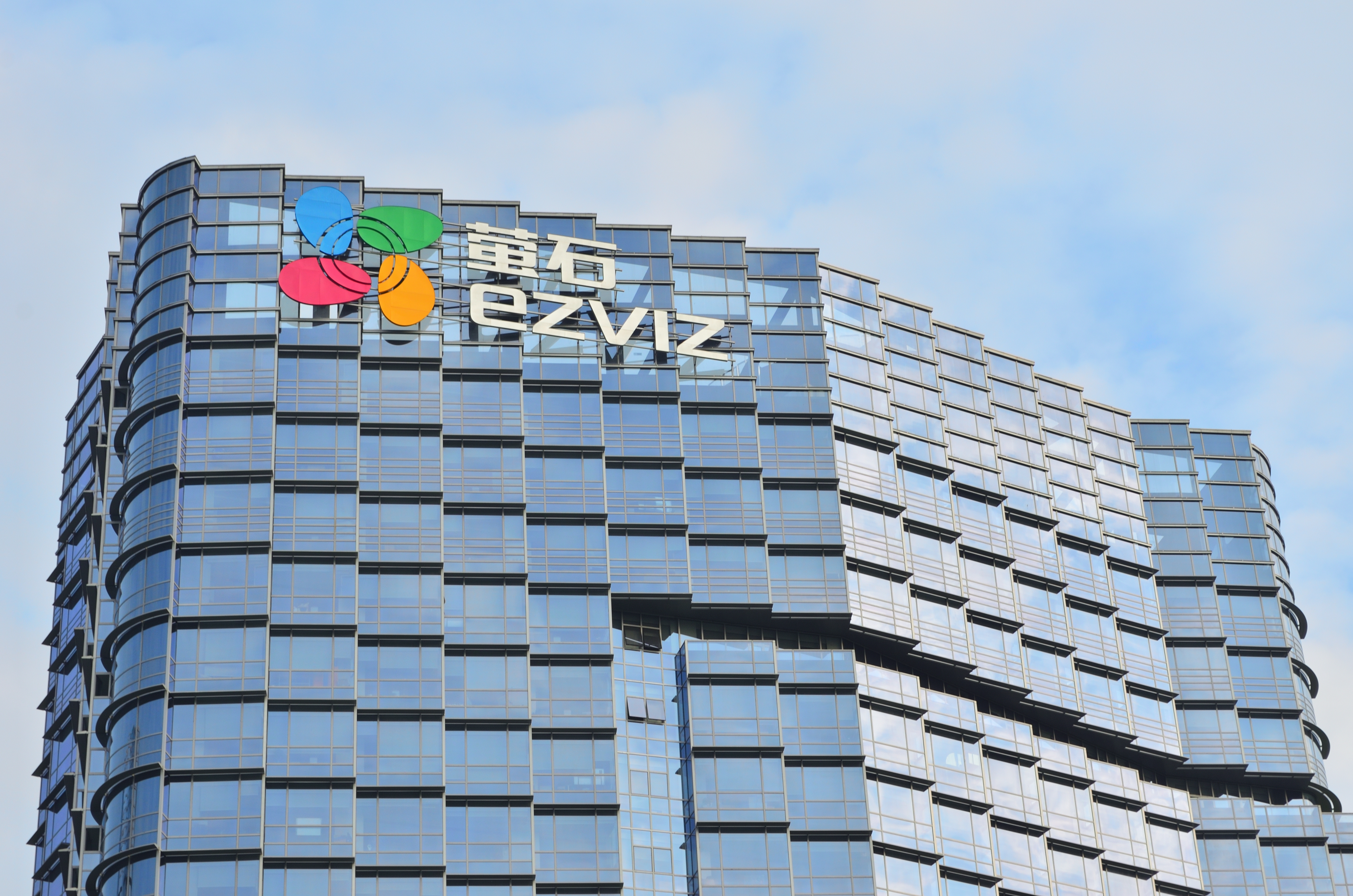
دفتر Ezviz در هانگژو

از ۳۱ دسامبر ۲۰۱۷، هایک ویژن متعلق به گروه HIK فناوری الکترونیک چین بود. گروه فناوری الکترونیک چین یک شرکت دولتی است که تحت مالکیت و نظارت کمیسیون نظارت و اداره دارایی‌های دولتی شورای دولتی است. گروه فناوری الکترونیک چین ۱٫۹۶ درصد از سهام هایک ویژن را از طریق پنجاه و دومین مؤسسه تحقیقاتی خود در اختیار دارد. از نوامبر ۲۰۱۹، بزرگ‌ترین سهامدار انفرادی شرکت، نایب رئیس آن، گونگ هونگجیا با ۱۳ درصد سهم بود. از ۱۲ دسامبر ۲۰۱۹، Fidelity International نیز یکی از سرمایه گذاران اصلی هایک ویژن بود.
در سال ۲۰۲۱، IPVM ادعا کرد که هایک ویژن توسط دولت چین ایجاد و کنترل شده است.

## تحریم و ممنوعیت‌ها

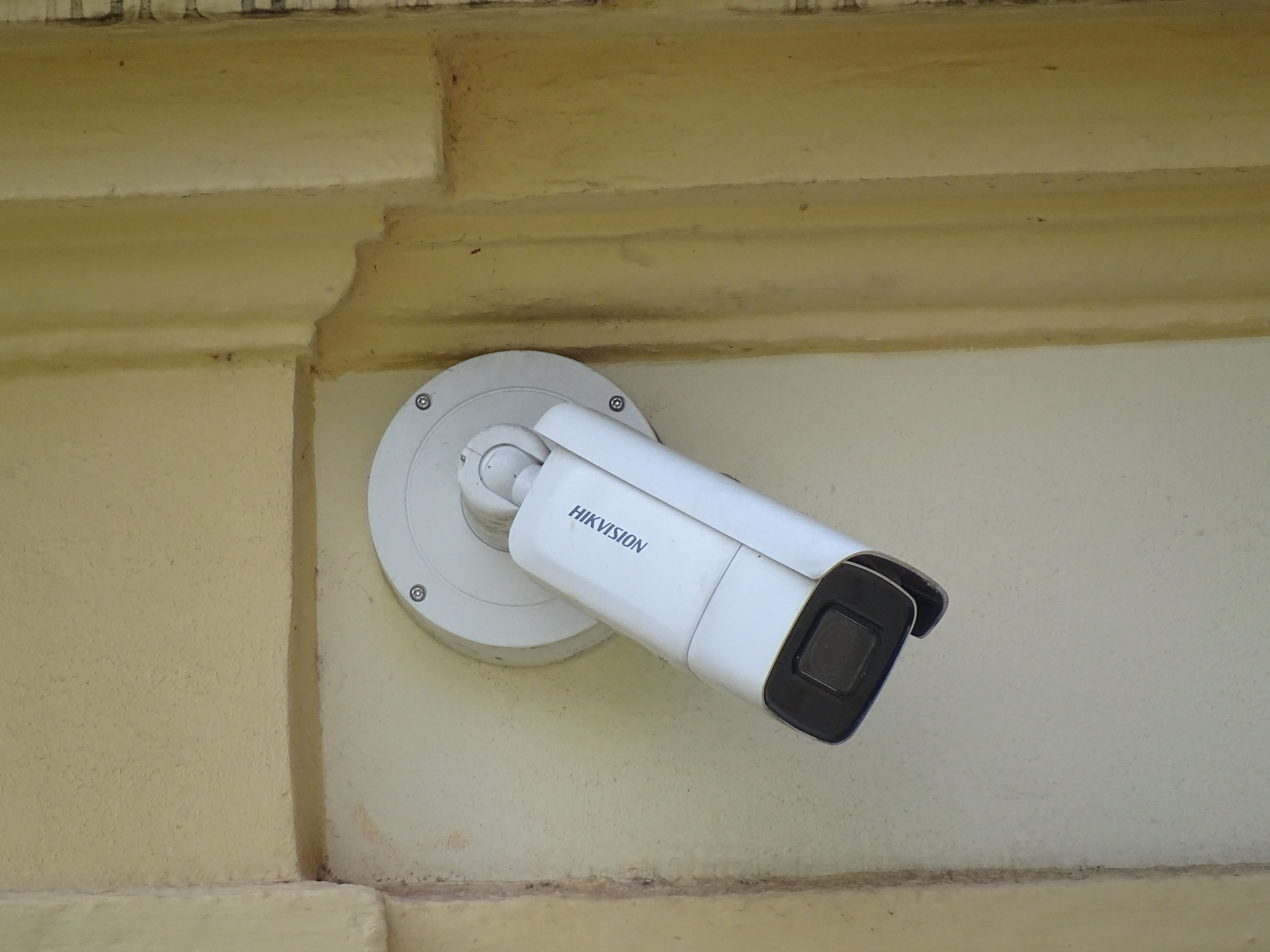
دوربین هایک ویژن

در ژانویه ۲۰۱۹، دولت ایالات متحده شروع به بررسی این موضوع کرد که آیا باید هایک ویژن را تحریم کند، که مقامات دولت آمریکا توصیف کردند که این شرکت هزاران دوربین برای نظارت بر مساجد، مدارس و اردوگاه‌های کار اجباری در سین کیانگ ارائه کرده است. این شرکت به دلیل ادعای دخالت در نظارت جمعی از اویغورها، اردوگاه‌های کار اجباری سین‌کیانگ، و نگرانی‌های امنیت ملی، تحت تحریم‌های دولت‌های ایالات متحده و اروپا قرار گرفته است.
دولت ایالات متحده به دلیل نگرانی‌های امنیتی، هایک ویژن را از دریافت قراردادهای دولت فدرال در اوت ۲۰۱۹ منع کرد. در اکتبر ۲۰۱۹، هایک ویژن به‌طور رسمی توسط دولت ایالات متحده در فهرست نهاد قرار گرفت و اعلام کرد که در نظارت بر اویغورها، اقوام ساکن در شمال‌غرب چین و اکثراً پیرو اسلام در سین کیانگ و سایر اقلیت‌های قومی و مذهبی در چین نقش دارد. هایکویژن مخالفت خود را با تصمیم ایالات متحده ابراز کرد و اظهار داشت که آنها معتقدند این تصمیم مبنای واقعی ندارد. آنها از دولت آمریکا خواستند تصمیم خود را مجدداً بررسی کند.
در پاسخ به ممنوعیت‌ها و تحریم‌ها، هایک ویژن، سفیر سابق ایالات متحده، پیر ریچارد پراسپر، را برای مشاوره به شرکت در مورد رعایت حقوق بشر و همچنین لابیگران متعددی با از جمله سناتورهای سابق آمریکایی دیوید ویتر و باربارا باکسر، توبی موفت، نماینده سابق کنگره آمریکا و یکی از مقامات ارشد سابق دفتر کنترل سرمایه‌های خارجی انجام داد.
در آگوست ۲۰۲۰، دولت هند هایکویژن را از شرکت در مناقصات دولتی منع کرد و همچنین حذف دوربین‌های این شرکت را از مناطق نظامی و با امنیت بالا را الزامی کرد. در آوریل ۲۰۲۱، پارلمان اروپا تأیید کرد که دوربین‌های حرارتی هایک ویژن را به دنبال تصویب اصلاحیه ای که توسط لارا ولترز ، عضو پارلمان، از ساختمان پارلمان حذف کرده است و بیان کرد این خطر وجود دارد که هایک ویژن، از طریق عملیات خود در سین کیانگ، به نقض جدی حقوق بشر کمک کند.
در ژوئیه ۲۰۲۱، کمیته منتخب امور خارجه بریتانیا گزارشی را منتشر کرد که در آن بیان کرد دوربین‌های هایک ویژن در سرتاسر سین کیانگ مستقر شده‌اند و فناوری دوربین اصلی مورد استفاده در اردوگاه‌های اسارت را ارائه می‌دهند. در ژوئن ۲۰۲۲، اسنادی از پرونده‌های پلیس سین کیانگ نشان داد که چگونه فناوری هایک ویژن توسط پلیس سین کیانگ برای نظارت بر همه ساکنان سین کیانگ استفاده می‌شود.
در ژوئن ۲۰۲۱، ۲۲۴ محصول هایک ویژن توسط وزارت علوم و فناوری اطلاعات و ارتباطات کره جنوبی به دلیل گزارش‌های آزمایش جعلی به مدت یک سال ممنوع شد. به گزارش هفته نامه، در سپتامبر ۲۰۲۱، ستاد نیروی دریایی هند از همه تشکل‌های خود خواست که خرید دوربین‌های مدار بسته و سیستم‌های نظارتی از هایک ویژن را متوقف کنند. هفته نامه همچنین گزارش داد که نیروی دریایی هند دستور تعویض و نابودی دوربین‌های هایک ویژن موجود خود را داده است.
در آگوست ۲۰۲۲، وزارت تجارت، نوآوری و اشتغال نیوزلند اعلام کرد که خرید دوربین‌های هایک ویژن را متوقف خواهد کرد. در فوریه ۲۰۲۳، وزارت دفاع استرالیا اعلام کرد که دوربین‌های ساخته شده توسط هایک ویژن را از ساختمان‌های خود حذف خواهد کرد. در ژوئن ۲۰۲۳، آژانس ملی پیشگیری از فساد اوکراین، هایک ویژن را به عنوان " حامی بین المللی جنگ " برای تأمین تجهیزات دو منظوره به روسیه که می‌تواند برای اهداف نظامی استفاده شود، اعلام کرد.
در دسامبر ۲۰۲۳، کبک کانادا استفاده از فناوری هایک ویژن را در دولت ممنوع کرد. در ژانویه ۲۰۲۴، مقامات تایوانی یک کارمند هایک ویژن را به دلیل استخدام غیرقانونی و ایجاد دفتر برای این شرکت در تایوان از طریق یک شرکت کاغذی متهم کردند.

### ایالات متحده آمریکا
در نوامبر ۲۰۲۰، دونالد ترامپ، رئیس‌جمهور ایالات متحده با صدور فرمان اجرایی ۱۳۹۵۹، هر شرکت یا فرد آمریکایی را از داشتن سهام در شرکت‌هایی که وزارت دفاع ایالات متحده آن‌ها را مرتبط با ارتش آزادی‌بخش خلق فهرست کرده است، منع کرد. در دسامبر ۲۰۲۰، هایک ویژن از FTSE Russell حذف شد. در ۱۲ ژانویه ۲۰۲۱، کمیته تحلیف جو بایدن ۵۰۰ دلار کمک مالی را به سناتور سابق ایالات متحده باربارا باکسر (D-CA) پس از ثبت نام او به عنوان یک نماینده خارجی برای هایک ویژن، پس داد.
در مارس ۲۰۲۱، کمیسیون فدرال ارتباطات (FCC) اعلام کرد که خدمات و تجهیزات هایک ویژن یک خطر غیرقابل قبول برای امنیت ملی ایالات متحده است. پس از اینکه رئیس‌جمهور جو بایدن قانون تجهیزات ایمن را امضا کرد، در نوامبر ۲۰۲۲، کمیسیون فدرال فروش یا واردات تجهیزات ساخته شده توسط هایک ویژن را به دلایل امنیت ملی ممنوع کرد.
در مارس ۲۰۲۳، چهار شرکت تابعه هایک ویژن به فهرست نهادهای وزارت بازرگانی ایالات متحده آمریکا اضافه شد. در آوریل ۲۰۲۳، بی‌بی‌سی نیوز گزارش داد که وزارت دفاع ایالات متحده بر این باور است که محصولات هایک ویژن دارای برچسب سفید هستند و مجدداً به دولت ایالات متحده فروخته می‌شوند و خطر امنیتی ایجاد می‌کنند.

## آسیب‌پذیری‌های امنیت سایبری

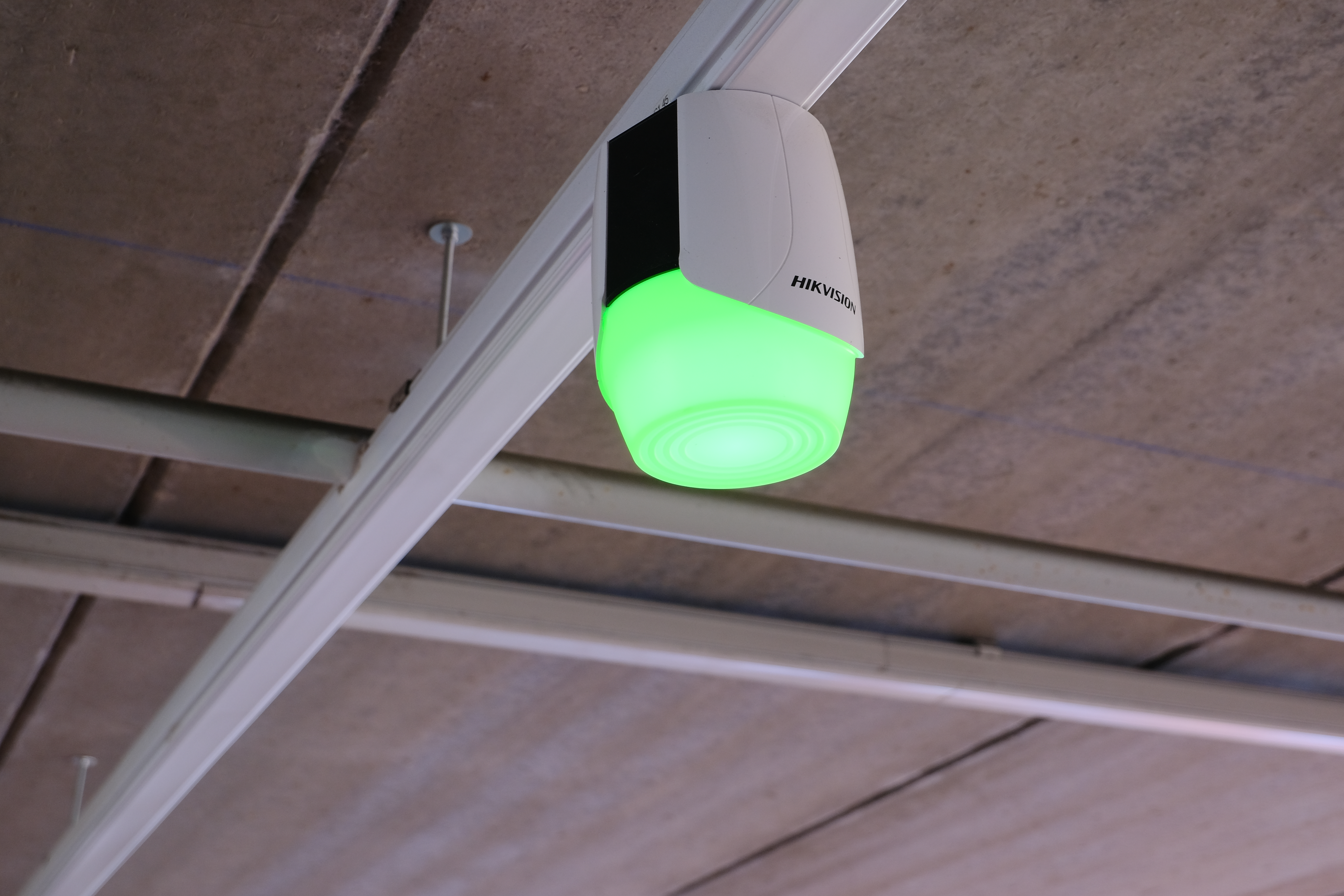

در ماه مه ۲۰۱۷، هفت سری از دوربین‌های هایک ویژن تحت تأثیر یک آسیب‌پذیری احراز هویت نامناسب قرار گرفتند که در صورت سوء استفاده، به یک مهاجم مخرب اجازه می‌دهد دسترسی‌های خود را افزایش دهد یا هویت یک کاربر احراز هویت شده را فرض کند. در ماه مه ۲۰۲۱، پخش عمومی رای ایتالیا گزارش داد که دوربین‌های هایک ویژن پس از اتصال به اینترنت به‌طور خودکار کانال‌های ارتباطی با آدرس‌های ثبت شده در چین را باز می‌کنند. هایک ویژن از اظهار نظر در مورد تحقیقات RAI خودداری کرد.
در سپتامبر ۲۰۲۱، هایک ویژن آسیب‌پذیری تزریق کد را با CVE -ID CVE-2021-36260 اعلام کرد. فوربز، مجله اقتصادی آمریکایی گزارش داد که این آسیب‌پذیری که دارای امتیاز پایه CVSS 9.8 از ۱۰ است، و ده‌ها مدل دوربین هایک ویژن را بدون نیاز به نام کاربری یا رمز عبور مستعد سرقت از راه دور کرده است. در سال ۲۰۲۲، آکسیوس گزارش داد که هایک ویژن FTI Consulting را برای انجام ممیزی امنیت سایبری محصولات خود استخدام کرده است.

## کارکنان
هایک ویژن با بیش از ۱۳۰۰۰ نیروی انسانی فعال شامل ۴۰۰۰ نفر در بخش تحقیق و توسعه، دارای بزرگ‌ترین تیم تحقیق و توسعه در میان شرکت‌های فعال در این حوزه می‌باشد. این شرکت همواره به دنبال توسعه محصولات خود از طریق نوآوری و خلاقیت و همچنین خلق ارزش پایدار بوده است. تا کنون محصولات هایک ویژن در بیش از ۱۰۰ کشور به فروش رسیده و این شرکت در نقاط گوناگون جهان از جمله آمریکا، هلند، ایتالیا، روسیه و… دارای دفاتر مستقیم فروش می‌باشد. محصولات این شرکت شامل طیف کامل و وسیعی از انواع دوربین‌های آنالوگ و تحت شبکه، دستگاه‌های ضبط تصاویر آنالوگ، ذخیره‌سازهای تحت شبکه و… می‌باشد.

## هایک ویژن در ایران
از سال ۱۳۹۳ دوربین‌ها و سایر تجهیزات هایک ویژن به بازار ایران راه یافتند. این محصولات توسط شرکت‌های گوناگونی در ایران توزیع شدند که البته هیچ‌یک از آن‌ها به‌طور مستقیم مسئولیت فروش را بر عهده ندارند. تمامی این شرکت‌ها مسئولیت فروش تمامی این محصولات را بر عهده عاملیت‌های فروش خود در سراسر ایران قرار داده‌اند تا فروش این محصولات به بهترین نحو به انجام رسد در حال حاضر نمایندگی هایک ویژن در ایران شرکت پارس ارتباط می‌باشد.

## سهم تولید از کل بازار
هایک ویژن در سال ۲۰۱۵ حدود ۱۶ درصد از کل تولید محصولات نظارت تصویری دنیا را به خود اختصاص داد. این شرکت در سال ۲۰۱۶ به رتبه اول در بین ۵۰ شرکت تولیدکننده تجهیزات امنیتی رسیدو در سال ۲۰۱۷ میزان درآمد آن به مبلغی بالغ بر ۴۶۲۴۱ میلیون دلار رسید.

## جوایز
- برنده جایزه ملی ZUBR روسیه در سال ۲۰۱۳[۷۵]
- برنده جایزه طراحی محصول RED DOT در سال ۲۰۱۲[۷۶]
- برنده جایزه بهترین دوربین IP در Secutech سال ۲۰۱۲[۷۷]
- برنده جایزه “Golden Excellence Award” در CPSE سال ۲۰۱۱[۷۸]
- برنده جایزه FSdays سال ۲۰۱۰[۷۹]

## محصولات
- دوربین‌های تحت شبکه
- دوربین‌های اسپید دام (speed dome)
- دوربین‌های آنالوگ
- دوربین آنالوگ HD که با نام turbo hd هم شناخته می‌شوند.
- دستگاه‌های ضبط دیجیتال DVR
- دستگاه‌های ضبط تحت شبکه NVR
- دستگاه‌های ضبط ترکیبی
- رمزگذار و رمز گشا (Encode, Decoder)
- کارت‌های رمز گذار و رمز گشای تصاویر
- سیستم‌های اعلام سرقت اماکن
- سیستم‌های کنترل تردد
- لوازم جانبی (صفحه کلید، لنز، پایه، آداپتور برق، کاور دوربین و سایر راهکارهای خاص از جمله video wall، ذخیره‌سازهای تحت شبکه (NAS)، دوربین‌های پلاک خوان (LPR/ANPR)، دوربین فیش آی و…[۸۰][۸۱][۸۲]

دستگاه‌های هایک ویژن به تازگی به تکنولوژی کمپرسور h.265+ مجهز شده است.